# 山中真由美
山中 真由美（やまなか まゆみ、1993年3月2日 - ）は、日本のグラビアアイドル。
東京都足立区出身。所属事務所はチャーム。

## 経歴
妹とともに事務所に入り、子役・ジュニアアイドルとしてデビュー。当初はグラビア・イメージビデオを中心に活動していた。
2007年1月、事務所との間に契約違反を犯したため、同年2月から4月にかけて芸能活動を中断していたものの、「清純いもうと倶楽部」における2007年度人気投票では全223人中妹に次いで2位となった。
2008年に高校進学したため、この時点で一応ジュニアアイドルを“卒業”、一般のアイドルタレント（ティーンズアイドル）に移行した。
2011年10月1日、ブログをアメーバブログに移行。
2018年6月29日より恵比寿マスカッツ1.5に研修生として加入。2018年8月24日、恵比寿マスカッツ正式メンバーに昇格。
2019年12月10日に配信された『恵比寿マスカッツ 真夜中の運動会』で、グループ卒業発表と同時に、結婚、妊娠5か月であることを報告した。
2020年4月20日、第一子となる男児を出産。第二子出産時にグラビア活動休止を宣言するが、2025年7月発売の週刊プレイボーイにて「子供のことを考えると悩んだが、誰にでもできる仕事ではない」と水着グラビア活動を再開。週プレへの撮り下ろし掲載は14歳以来約18年ぶりのこととなった。

## 人物
- 一般人の兄[注釈 1]と、同じ事務所に所属していた末妹（山中知恵、2学年下）がいる。
- 趣味は折り紙、音楽鑑賞、犬の散歩。
- 特技は書道、料理[1]。
- 好きなスポーツはチアリーディング[1]でY字バランスができる。
- 保育士の免許を持っている[10]。
- 犬を飼っている。犬種はビション・フリーゼ。名前はペル。公式ブログやDVDなどでその様子を伺うことができる。
- ジュニアアイドルとして活動していたことから2019年時点でグラビア関連の作品を50作品以上も出している[11]。

## 出演

### テレビ
- ビーチパニック（2005年、エンタ!371）
- ケーキパニック2（2005年、エンタ!371）
- 真夜中のおバカ騒ぎ!（2014年5月 - 2015年5月、チバテレビ、東京ＭＸテレビ）
- 中居くん決めて!（2019年6月17日、TBSテレビ） ※ゲストとして出演。

## 作品

### イメージDVD
※太字タイトルは、BD版同時発売
- milk chocolate No.2 山中真由美（2005年9月24日、アートハウスゴン）
- ぺったんこ。（2005年12月23日、海王社）
- 山中知恵&山中真由美 スク水コレクション2（2006年2月23日、アイマックス）
- 天使の絵日記 ペナン島の空高く舞い踊る天使（2006年3月20日、イーネット・フロンティア）
- ラズベリー FANCY IDOL Vol.10（2006年6月23日、オークラ出版）
- 美少女学園Vol.12 山中真由美（2006年9月30日、アイマックス）
- 美少女学園Vol.19 山中真由美 Part2（2006年12月25日、アイマックス）
- 美少女学園Vol.26 山中真由美 Part3（2007年4月25日、アイマックス）
- shiny（2007年7月25日、avexnet VISUAL）
- 美少女学園Vol.40 山中真由美 Part4 前編（2007年11月25日、アイマックス）
- コイビトツナギ（2007年12月22日、アイマックス）
- 美少女学園Vol.47 山中真由美 Part4 後編（2008年1月25日、アイマックス）
- 美少女学園Vol.48 山中真由美 Part5 前編（2008年2月25日、アイマックス）
- 美少女学園Vol.52 山中真由美 Part5 後編（2008年3月25日、アイマックス）
- コイビトツナギ 北海道編（2008年5月25日、アイマックス）
- コイビト目線 真由美とふたりっきり 目線そらすな、ボクの妹…（2010年3月10日、アイマックス）
- コイビト目線 真由美とふたりっきり 目線そらすな、ボクの妹… Part2（2010年5月25日、アイマックス）
- 現役女子高生グラビア 山中真由美（2010年9月25日、アイマックス）
- 現役女子高生グラビア 山中真由美 Part2（2010年11月25日、アイマックス）
- 現役女子高生グラビア 山中真由美 Part3（2010年12月22日、アイマックス）
- 純真無垢 〜ホワイトレーベル〜 山中真由美（2011年3月10日、アイマックス）
- 現役女子高生グラビア 山中真由美 Part4（2011年6月10日、アイマックス）
- 純真無垢 〜ホワイトレーベル〜 山中真由美 Part2（2011年9月10日、アイマックス）
- ニーハイコレクション 絶対領域 山中真由美（2011年12月10日、アイマックス）
- 現役女子高生グラビア 山中真由美 Part5（2012年4月25日、アイマックス）
- コスプレパンチ 山中真由美（2012年6月25日、アイマックス）
- 花鳥風月 〜ネオホワイトレーベル〜 山中真由美（2012年10月10日、アイマックス）
- お家においでよ（2013年1月25日、アイマックス）
- 幼妻 ～おさなづま～（2013年1月25日、アイマックス）
- 桃色パンチ 山中真由美（2013年5月10日、アイマックス）
- 桃色パンチ 山中真由美 part2（2013年7月10日、アイマックス）
- 桃色パンチ 山中真由美 part3（2013年10月10日、アイマックス）
- コスプレパンチ 山中真由美 Part2（2013年12月20日、アイマックス）
- pure smile（2014年2月21日、竹書房）
- 桃色パンチ 山中真由美 part4（2014年4月10日、アイマックス）
- ギュってして 山中真由美（2014年6月25日、ウーノ）
- ギュってして 山中真由美 Part2（2014年7月25日、ウーノ）
- ギュってして 山中真由美 Part3（2014年10月25日、ウーノ）
- 教えてあげる（2015年1月25日、ウーノ）
- 教えてあげる Part2（2015年3月25日、ウーノ）
- かなえてあげる（2015年6月25日、ウーノ）
- こたえてあげる（2015年9月25日、ウーノ）
- 愛してあげる（2015年12月20日、ウーノ）
- 好きなひと（2016年2月25日、エアーコントロール）
- こういうの好き？お隣さんがグラビアアイドルだった！（2016年4月25日、ウーノ）
- 全部あげる（2016年7月25日、ウーノ）
- だいすき！（2016年10月25日、ウーノ）
- そこはダメ（2016年12月25日、ウーノ）
- 真由美とランデブー（2017年2月25日、ウーノ）
- 恥ずかしいよ（2017年4月25日、ウーノ）
- 真由美先生の補習授業（2017年6月25日、ウーノ）
- 真由美がいっぱい（2017年8月25日、ウーノ）
- 恥じらいピットイン（2017年10月25日、ウーノ）
- 僕たち（私たち）お尻だ～いすき！ vol.7 山中真由美（2017年12月25日、ウーノ）
- チューしようよ（2018年2月25日、ウーノ）
- 秘密の純愛（2018年5月25日、フェイス）
- ずっと、あなたのメイドでいいですか？（2018年9月25日、フェイス）
- シークレットラブ（2018年12月22日、フェイス）
- 僕たち(私たち)お尻だ～いすき！ Vol.10 山中真由美 Part2（2019年3月25日、フェイス）
- 治してあげる（2019年7月25日、フェイス）
- 愛の悦び（2019年10月25日、フェイス）
- エッチなこと（2019年12月25日、エアーコントロール）
- 誘惑 ～last temptation～（2020年4月25日、フェイス）
- 妄想メイド（2021年10月25日、フェイス）
- あまい生活（2022年1月25日、フェイス）

## 書籍

### 写真集
- muumuu（2006年6月1日、オークラ出版、撮影:矢尾暢康）ISBN 978-4775507568

### モデル
- 原寸大おっぱい図鑑（2017年8月2日、写真:須崎祐次 、一迅社 ）[12] - Fカップ代表
- 気だるげな少女 そんな目で見つめられたら（2018年10月29日、玄光社、撮影：須崎祐次）